# Nécropole nationale de Vailly-sur-Aisne
La nécropole nationale de Vailly-sur-Aisne est un cimetière militaire de la Première Guerre mondiale situé sur le territoire de la commune de Vailly-sur-Aisne dans le département de l'Aisne.

## Localisation
La nécropole nationale de Vailly-sur-Aisne située en bordure de la RD 925, à l'entrée du village, en arrivant de Condé-sur-Aisne, est voisine du cimetière militaire britannique.

## Historique
Vailly-sur-Aisne est restée dans la zone des combats tout au long de la guerre. Lors de la Bataille du Chemin des Dames, des hôpitaux militaires ont été implantés dans le secteur pour soigner les blessés français et britanniques.

## Caractéristiques
Cette nécropole créée en 1917, à proximité d'un poste de secours, a été réaménagée de 1922 à 1925. Elle rassemble 1 576 corps. On y trouve deux monuments commémoratifs :
- le monument à la mémoire des morts pour la France de Vailly-sur-Aisne, édifié par l'UNC de Vailly[1] ;
- le monument à la mémoire du sergent Félix Germain Jacquinot, du 120e B.C.P., mort pour la France le 8 juillet 1917 et à celle de ses camarades reposant dans cette nécropole. On peut y lire cette inscription :

« Jacquinot Félix Germain né à Villery (Aube) le 15 juin 1895, décoré de la Croix de Guerre, sergent au 120e Bataillon de Chasseurs à Pied, 3e Compagnie, tué au Chemin des Dames (combat du Panthéon) le 8 juillet 1917. »

## Galerie

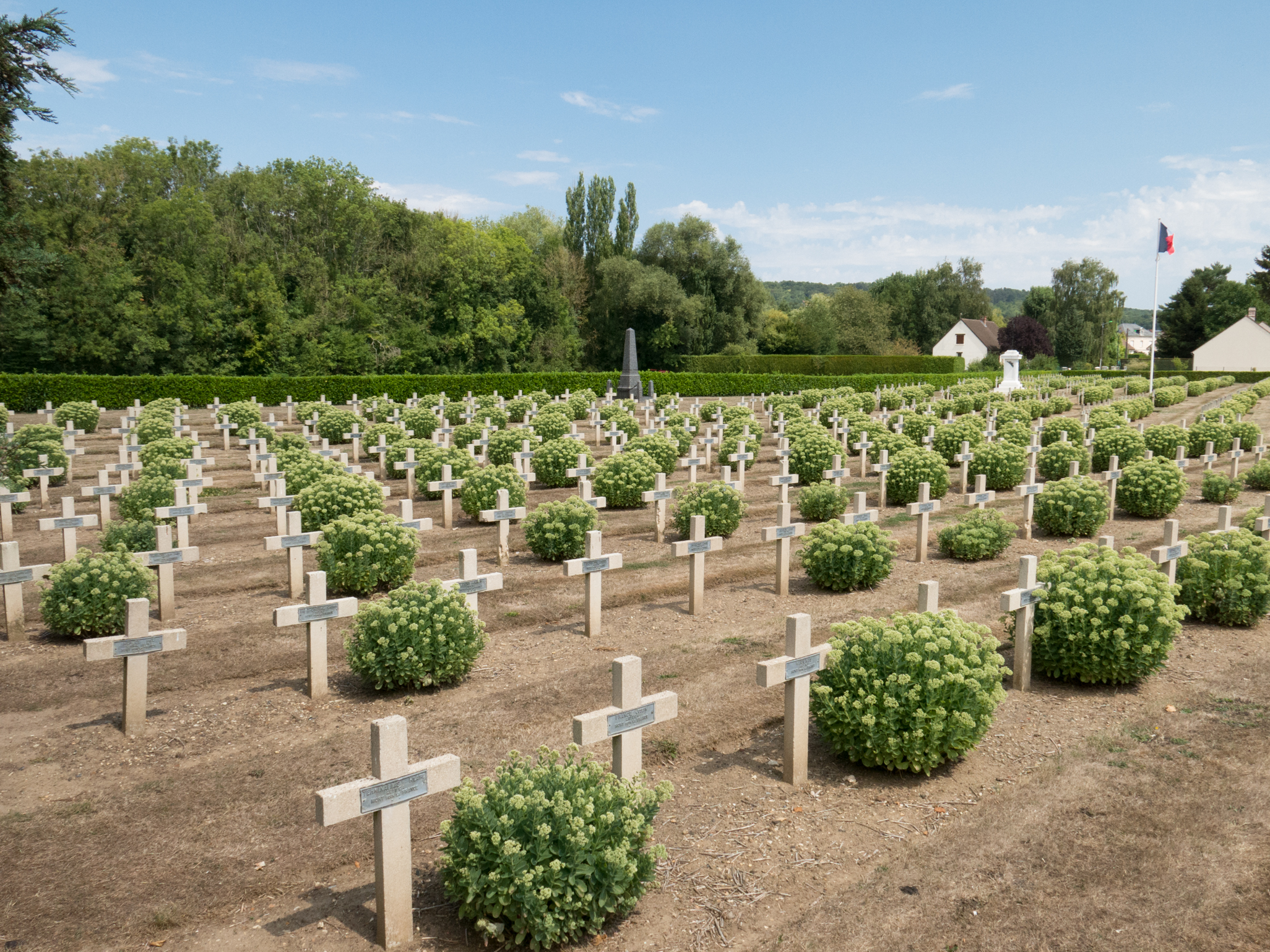
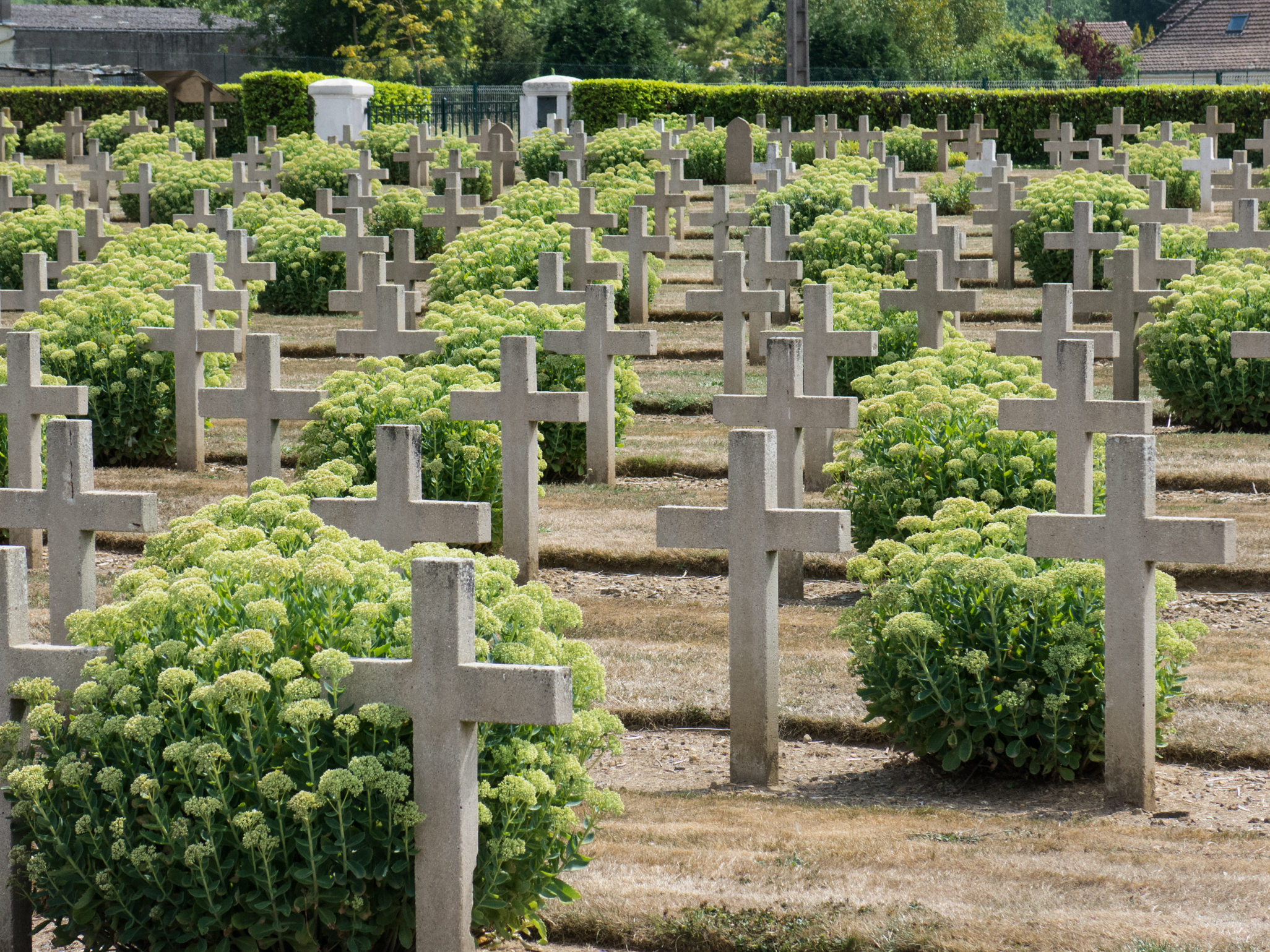
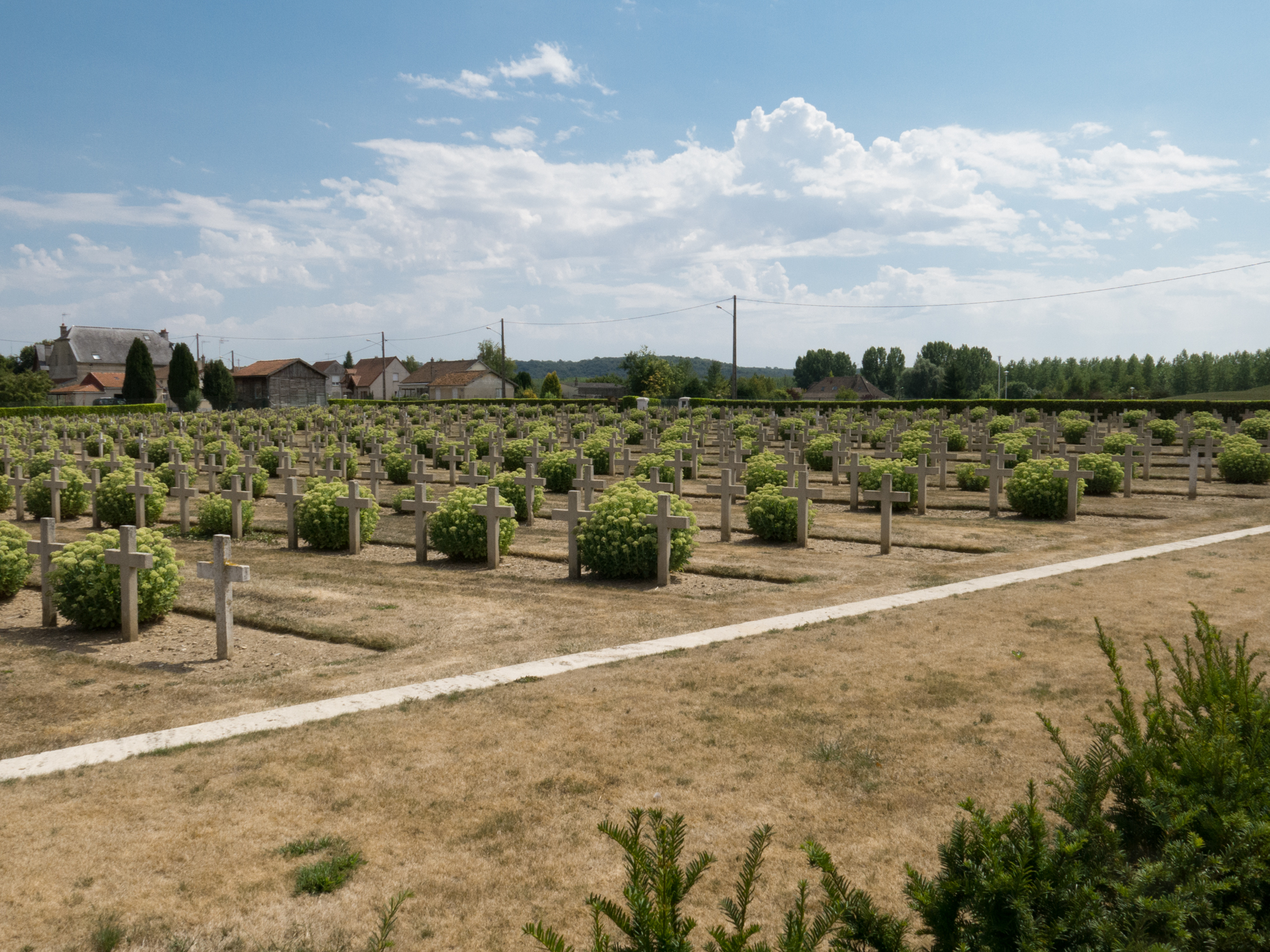
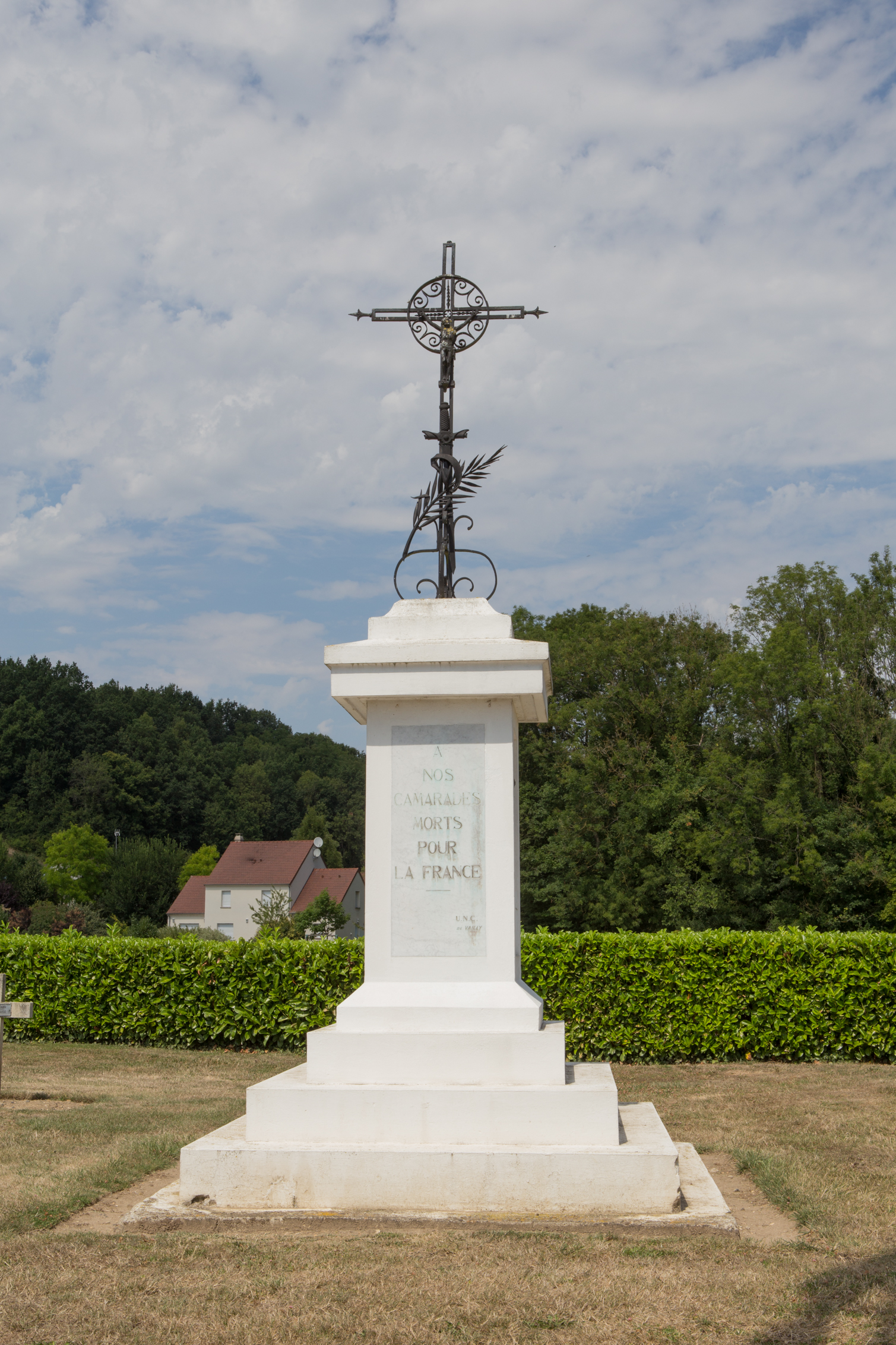
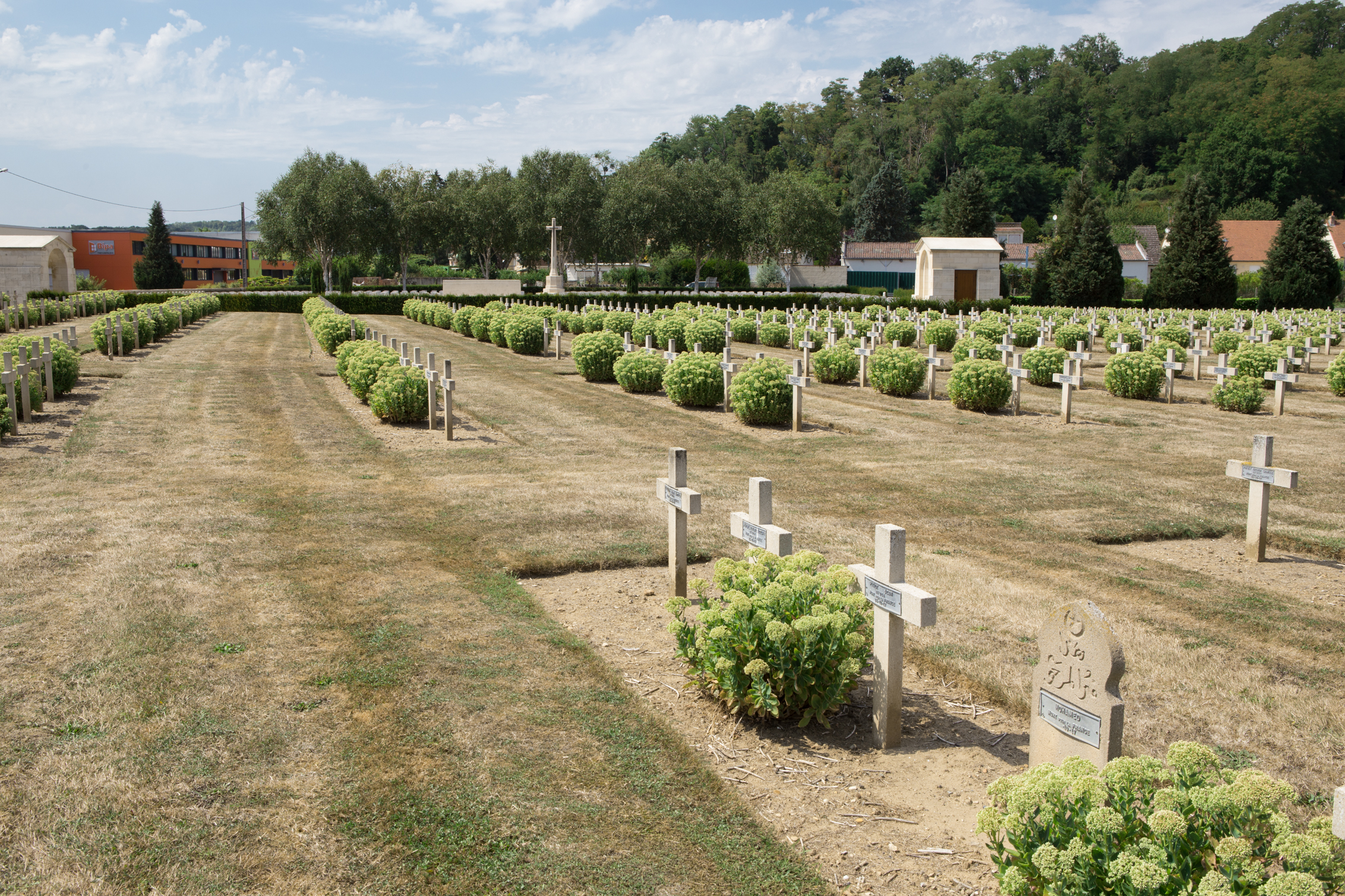

## Sépultures
| Pays   | Sépultures |
| ------ | ---------- |
| France | 1 576      |